# ژان پل سیوراک
ژان پل سیوراک (انگلیسی: Jean-Paul Civeyrac؛ زادهٔ ۲۴ دسامبر ۱۹۶۴) کارگردان فیلم، و فیلم‌نامه‌نویس اهل فرانسه است.

## فیلمشناسی
- یک تحصیل پاریسی